# برگرد، شبای کوچک
برگرد، شبای کوچک (به انگلیسی: Come Back, Little Sheba) فیلمی ۹۹ دقیقه‌ای به کارگردانی دانیل مان با بازی برت لنکستر محصول سال ۱۹۵۲ کشور ایالات متحده آمریکا است.
شرلی بوت موفق شد برای بازی در این فیلم جایزه اسکار بهترین بازیگر نقش اول زن را از آنِ خود کند.
فیلمنامه این فیلم برداشتی از نمایشنامه ای با همین عنوان نوشته ویلیام اینگ می باشد. این نمایشنامه با عنوان بازگشت توسط رضا دادویی ترجمه و سال ۱۴۰۰ توسط انتشارات سبزان چاپ و منتشر شده است.